# شتیپانوف (ناحیه اولومووتس)
شتیپانوف (به چکی: Štěpánov) یک منطقهٔ مسکونی در جمهوری چک است که در ناحیه اولومووتس واقع شده‌است. شتیپانوف ۲۶٫۸۴ کیلومتر مربع مساحت و ۳٬۳۹۳ نفر جمعیت دارد و ۲۳۲ متر بالاتر از سطح دریا واقع شده‌است.